# Country Club Car Company
Country Club Car Company war ein US-amerikanischer Hersteller von Automobilen.

## Unternehmensgeschichte
H. M. Woodward gründete 1903 das Unternehmen in Boston in Massachusetts. Er begann mit der Produktion von Automobilen. Der Markenname lautete Country Club. 1904 endete die Produktion. Insgesamt entstanden nur wenige Fahrzeuge.

## Fahrzeuge
Das einzige Modell hatte einen Zweizylindermotor, der 16 PS leistete. Das Schalten des Dreiganggetriebes wurde durch Druckluft aus einem der Zylinder unterstützt. Das Fahrgestell hatte 220 cm Radstand. Der offene Aufbau als Tonneau bot Platz für vier Personen. Der Neupreis betrug 2500 US-Dollar.